# Aplysina primitiva
Aplysina primitiva är en svampdjursart som beskrevs av Burton 1959. Aplysina primitiva ingår i släktet Aplysina och familjen Aplysinidae.
Artens utbredningsområde är havet utanför Tanzania. Inga underarter finns listade i Catalogue of Life.